# Anne-Claude Crémieux
Pour les articles homonymes, voir Crémieux.
Anne-Claude Crémieux, née le 17 janvier 1955 à Boulogne-Billancourt, est une infectiologue et universitaire française, professeure en maladies infectieuses à l'hôpital Saint-Louis et membre titulaire de l'Académie nationale de médecine.

## Biographie
Anne-Claude Crémieux naît en 1955 à Boulogne-Billancourt. Elle est la fille de Rosine Crémieux, infirmière, résistante dans le Vercors, puis psychanalyste. Son père, Claude-Albert Crémieux, est avocat et répond à l'Appel du 18 Juin. Elle fait ses études secondaires à l'École alsacienne à Paris puis étudie la médecine, et fait son internat à l'hôpital Claude-Bernard.
De 1990 à 2005, Anne-Claude Crémieux est praticienne hospitalière en médecine interne à l'hôpital Bichat-Claude-Bernard (AP-HP), où elle dirige également le centre de dépistage du sida et des infections transmissibles. En 2001, elle devient responsable du Plan national d'actions sur le bon usage des antibiotiques, puis, de janvier 2003 à novembre 2005, elle est conseillère du ministre de la Santé (chargée notamment des dossiers sida, sécurité sanitaire du système de soins et sécurité sanitaire infectieuse, santé et précarité, vaccinations, drogue, alcool, tabac), auprès de Jean-François Mattei puis de Philippe Douste-Blazy.
Anne-Claude Crémieux est nommée professeure des universités-praticienne hospitalière, à l'université de Versailles – Saint-Quentin-en-Yvelines (UVSQ) et dans le service des maladies infectieuses de l'hôpital Raymond-Poincaré (AP-HP). Elle est nommée médecin national de la Caisse centrale de la mutualité sociale agricole en 2013.
De 2020 à 2023, elle travaille au service Maladies infectieuses et tropicales de l'hôpital Saint-Louis en tant que professeur des universités-praticien hospitalier (PU-PH).
Dans son intervention télévisée du 8 mars 2021, à l'occasion de la Journée internationale des femmes, Anne-Claude Crémieux indique qu'au début de sa carrière ses confrères lui affirmaient qu'elle n'accéderait jamais au poste de professeur, et qu'il lui a fallu du temps pour comprendre que cette allégation était due au fait qu'elle était une femme.
Le 21 avril 2023, elle est nommée par décret du président de la République au collège de la Haute Autorité de santé (HAS).

### Rôle dans la lutte contre la pandémie de Covid-19
Anne-Claude Crémieux fait partie des experts médicaux régulièrement consultés dans les médias au sujet de la maladie à coronavirus 2019, aux côtés de Catherine Hill, Karine Lacombe et Dominique Costagliola.  
Lors de la pandémie de Covid-19 en France, elle rédige un bulletin de recherches sur ce virus pour faire le point sur les nouvelles publications scientifiques. Ce bulletin est diffusé à l'ensemble des médecins de l'AP-HP. 
En juillet 2020, Anne-Claude Crémieux préconise le port du masque obligatoire dans les lieux publics clos, dans une tribune publiée par Le Parisien et signée par plusieurs médecins. Elle commente sur BFM TV : « La seule vraie mesure de protection, c'est que tout le monde porte un masque. J'ai essayé de préparer dès le début le public au scénario défavorable qui s'est produit, car c'est une erreur commune aux crises sanitaires de minimiser et de tenter de rassurer. Donc j'ai alerté pour permettre aux gens d'avoir les moyens de faire face. » En février 2021, le confinement limité aux week-ends lui apparaît comme une mesure insuffisante pour freiner la pandémie. Elle confirme l'efficacité du vaccin AstraZeneca et incite les soignants à y avoir recours.
Elle fait partie de la Haute Autorité de santé.

## Publications
- Guide du bon usage des antibiotiques de l'AP-HP, depuis 1996
- Gouverner l'imprévisible : Pandémie grippale, Sras, crises sanitaires, éd. Lavoisier, 2009
- Les citoyens ont le droit de savoir, Fayard, 2022